# ON THE WAY COMEDY 道草
『ON THE WAY COMEDY 道草』（オン・ザ・ウェイ・コメディ・みちくさ）は、TOKYO FMをキーステーションに月曜から木曜の夕方にJFN系列各局で放送されていたラジオドラマである。2001年10月スタート。2008年3月27日終了。
放送開始当初は37局ネットであったが、2004年10月よりKiss-FM KOBEでもネットを開始、38局フルネットとなった。

## 放送時間
- TOKYO FM：毎週月 - 木曜 17:30 - 17:40（「WONDERFUL WORLD」に内包）

放送時間は系列局によって異なっていた。
祝日、年末年始でも休まず放送されるが、特別編成（ホリデースペシャルやFMフェスティバル放送時）などで時間が変更になるケースがあった。
毎年11月3日はJFN系列フルネットで15:00 - 18:00まで「FMフェスティバル」が放送されるため、放送時間が変更された。また、12月31日や1月1日の放送時間が変更になる局もあった。

## 出演
- 西村雅彦 - 主役
- ゲスト（基本的に1人であるが、2人の時や3人の場合もある）

## 番組名とスポンサーの変遷
- 2001年10月 - 2006年3月
「ENEOS ON THE WAY COMEDY 道草」
- 2006年4月 - 2007年3月
「ON THE WAY COMEDY 道草」
- 2007年4月 - 2007年9月
「ENEOS ON THE WAY COMEDY 道草」
- 2007年10月 - 
「ON THE WAY COMEDY 道草」

2006年4月よりスポンサーが新日本石油（現：ENEOS）ほか各社（タイムテーブルの表記による）となり、それまで40秒×2回であったENEOSのCM枠が40秒×1回となった。そのため番組名から「ENEOS」がなくなり、番組公式サイトにおけるENEOSの表記も少なくなった。2007年4月からはタイトルに再び「ENEOS」が付いたが、2007年9月をもって撤退した。
道草は金曜日には放送されなかったが、オープニング後枠とドラマ終了後枠のCMが、各局金曜日夕方の番組内のCM枠で放送されることがあった。

## ラジオドラマについて
話中に登場するキャラクターには、履歴書なみに細かに設定がされており、キャラクターページにおいてそれを見ることができた。また、演じる役者（ゲスト）は俳優のみにとどまらず、歌手や声優など多彩。工藤道絵がつくるクレイアートもイメージを膨らませるのに一役買った。
舞台は、タイトルが示すように路上（基本的に車中）である。
ちなみにTOKYO FMのENEOS提供番組には道草のほかにかつて「ENEOS Rock on the Way!」（DJ：Char）という番組が存在した（2005年9月終了）が、こちらは自動車とは関係がなかった。
しかし2006年4月にスポンサーがENEOSほか各社になってからは、車中以外のシチュエーションが多く登場するようになった。

## 番組の進行について
番組の進行はオープニングが1分程度の西村のトークから始まり、TOKYO FMアナウンサーの提供読み上げののち40秒のENEOSのCM、ドラマを5分程度放送して終わりの提供読み上げののちドラマ終了後のCMという流れで構成されていた（合計約8分38秒）。
ドラマ終了後については、2006年3月まではENEOS他各社が放送されていたが、2006年4月からはENEOS以外の各社のCMが合計80秒放送されていた。

## その他
- 2006年7月3日の放送から、オープニングテーマ曲が変わった（服部隆之作曲）。
- モバHO!ではアニメ版も放送されていた。
- 毎年9月には「道草○周年ファン感謝月間」（○には数字が入る）と題して、過去にオンエアされた作品5作品を5週にわたって再放送していた。再放送される5作品は、リスナーによる投票で決められる。投票は8月下旬に道草公式サイトで行なわれ、再放送は5位から順に行なわれていた。

## 各話タイトル
- vol.001　平田家の人々 娘と２人暮らし篇
- vol.002　岩戸弁二郎はここにいる
- vol.003　タクシー運転手・八代 ひなこの失恋篇
- vol.005　がんばれ！誠さん・その１
- vol.007　死神がやってくる
- vol.008　お魚青春期
- vol.009　がんばれ！誠さん・その２
- vol.010　ナビ子のカーナビ
- vol.013　くらげが眠るまで
- vol.015　がんばれ！誠さん・その３

## テレビドラマ
『ショートショート木皿泉劇場「道草」』と題し、NHK BSプレミアムの「特集ドラマ」として2017年12月9日と12月16日の2週にわたって23:00 - 23:30に放送された。2018年5月12日にも第3弾として『木皿泉劇場「道草」』と題し、「魚屋ブルース」を題材としたドラマが23:45から放送された。
- ドラマ前口上 出演：マキタスポーツ、加賀美幸子（声の出演）
- 「さよなら不思議ちゃん」（2017年12月9日放送）出演：門脇麦、皆川猿時
- 「バンパイアはつらいよ」（2017年12月9日放送）出演：鹿賀丈史、荒川良々
- 「平田家の人々」（2017年12月16日放送）出演：杉本哲太、石田ひかり、蒔田彩珠、遠藤史人
- 「棒がいっぽん」（2018年5月12日放送）出演：賀来賢人、市川実日子
- 「富田さんの鍋」（2018年5月12日放送）出演：賀来賢人、市川実日子
- 「クジ引き」（2018年5月12日放送）出演：賀来賢人、市川実日子
- 「ドッペルゲンガー」（2018年5月12日放送）出演：賀来賢人、市川実日子
- ミニコーナー「みちくさひふみん」 出演：加藤一二三

### スタッフ
- 作 - 木皿泉
- 原作 - 木皿泉『ON THE WAY COMEDY 道草』
- 演出 - 佐々木詳太、ヤングポール
- コーナー演出 - 稲本祐子
- 制作統括 - 土居勝徳、中山ケイ子